# Kanamara Matsuri
O Kanamara Matsuri, chamado ainda de Festival do Falo de Aço, é um festival realizado cidade japonesa de Kawasaki, na província de Kanagawa, há cerca de 40 anos, sendo os símbolos que representam o templo da cidade são os órgãos sexuais masculino e feminino.

## História
A festa remonta à 1603, embora hoje permaneça principalmente como um folklore local e os ganhos sejam doados para combater o AIDS, durante séculos foi um lugar de oração para muitas prostitutas que invocavam proteção contra doenças sexualmente transmissíveis.
Ainda hoje, a festa é uma ocasião para a oração da fertilidade para ter um filho, sorte nos negócios, um doce nascimento e harmonia familiar.

## Bibliografía
- Lee Khoon Choy, The Utilitarian 'Gods', in Japan, between myth and reality, Singapore; River Edge, N.J., World Scientific, 1995, pp. 82-84, ISBN 981-02-1865-6